# Rafiq Tarar

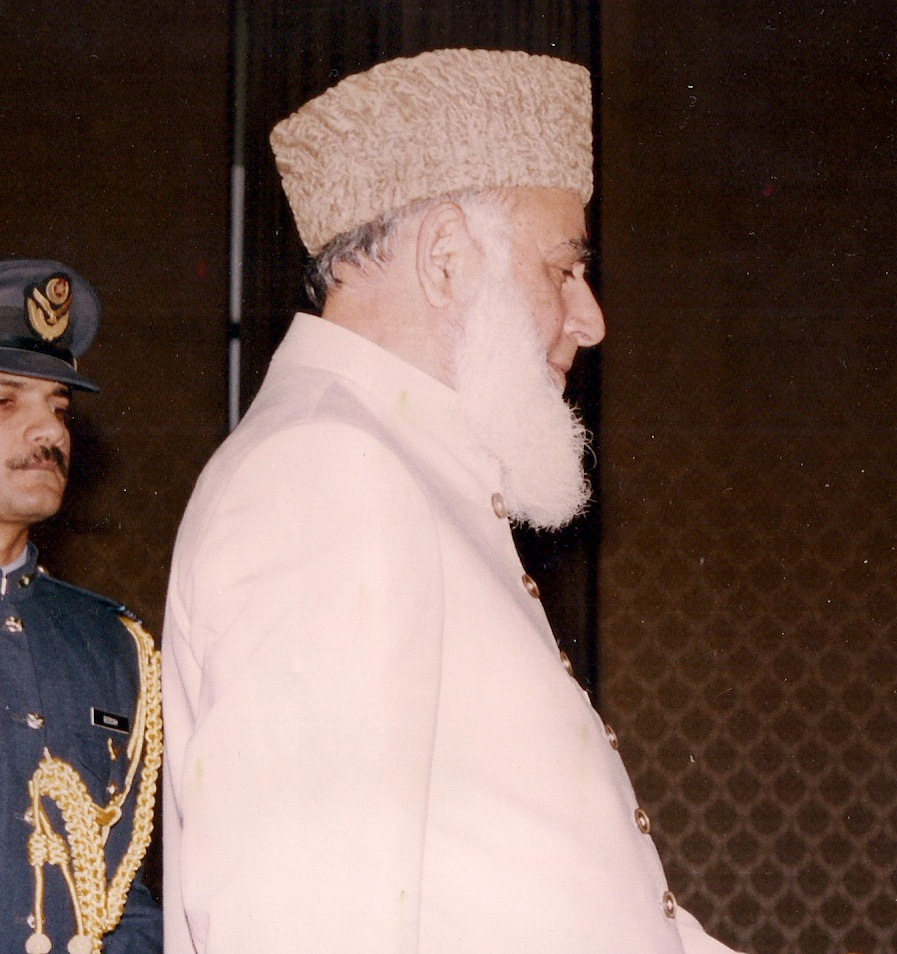
Rafiq Tarar (2000)

Muhammad Rafiq Tarar (Urdu محمد رفیق تارڑ DMG Muḥammad Rafīq Tāraŕ, * 2. November 1929 in Ghakhar Mandi, Punjab; † 7. März 2022 in Lahore) war Präsident von Pakistan vom 1. Januar 1998 bis 20. Juni 2001.

## Leben
Während Pakistans Unabhängigkeit 1947 arbeitete Rafiq Tarar freiwillig als Hilfsarbeiter in einem Camp der Muslim Students Federation für Flüchtlinge, die von Indien aus immigriert waren. Muhammad Rafiq Tarar graduierte 1949 vom Islamia College in Gujranwala. 1951 sicherte er sich seinen Abschluss in Rechtswissenschaft am „Law College“ in Lahore.

## Beruf
1951 ließ er sich als Verteidiger eintragen und im Oktober 1955 auch als Anwalt beim High Court von Lahore registrieren. Nach seiner Graduierung gründete er eine Kanzlei in Gujranwala. Zudem wurde er District and Sessions Judge, höchster Richter des Distrikts. 1971 wurde er Vorsitzender des Panjab Labor Court (Arbeitsgericht). Im Oktober 1974 wurde er als Richter des Lahore High Court eingebunden und 1989 dann Oberster Richter (Chief Justice) desselben Gerichts. Zuvor, während der Zeit als Richter des Lahore High Court, diente er auch als Mitglied der pakistanischen Wahlkommission. Rafiq Tarar wurde im Januar 1991 zum Richter am Obersten Gericht von Pakistan erhoben; im November 1994 trat er mit 65 Jahren in den Ruhestand.

## Präsident von Pakistan
Nawaz Sharif holte ihn aus dem Ruhestand zurück und Tarar wurde 1997 für die Pakistan Muslim League (PML) in den Senat und im selben Jahr am 31. Dezember zum Präsidenten Pakistans gewählt. Während seiner Amtszeit galt Tarar vor allem als Galionsfigur. Die mit der Präsidentschaft verbundene Macht war über die Jahre zusehends geringer geworden, was schließlich 1997 zum 13. Zusatz der Verfassung führte, welcher praktisch alle verbliebene Macht aufhob und das Amt fast komplett symbolisch machte.

## Ruhestand
Tarar wurde nicht aus dem Amt entfernt, als Pervez Musharraf die Kontrolle über die pakistanische Regierung 1999 übernahm. Während Premierminister Nawaz Sharif gestürzt wurde, durfte Tarar bis 2001 in seinem Amt bleiben. Zu dieser Zeit übernahm Musharraf selbst die Präsidentschaft, um Legitimität zu erlangen und Pakistans Regierungsmodell zu einem präsidialeren System zu verhelfen.